# Stropčice
Stropčice (vroeger: Tyroll, Tyrol en Tirol; alsook Tropčice en Stropečky) is een klein dorp, kadastrale gemeente en stadsdeel in de Tsjechische stad Švihov. Stropčice telt 82 inwoners (2021).

## Geschiedenis
- 1346 – De eerste schriftelijke vermelding van Stropčice.
- 1869 – Stropčice wordt geannexeerd door de gemeente Jíno.
- 1890 – Stropčice wordt een zelfstandige gemeente.
- 1900 – Stropčice wordt opnieuw geannexeerd door de gemeente Jíno.
- 1910 – Stropčice wordt opnieuw een zelfstandige gemeente.
- 1921 – Stropčice wordt voor de derde keer geannexeerd door de gemeente Jíno.
- 1950 – Stropčice wordt voor de derde keer een zelfstandige gemeente.
- 1961 – Stropčice wordt geannexeerd door de gemeente Červené Poříčí.
- 1976 – Červené Pořící (inclusief Stropčice) wordt geannexeerd door de stad Švihov.
- 1990 – Stropčice wordt voor de vierde keer een zelfstandige gemeente.
- 2002 – Stropčice wordt opnieuw door de stad Švihov geannexeerd.[2]